# Sociale huisvesting in Lier

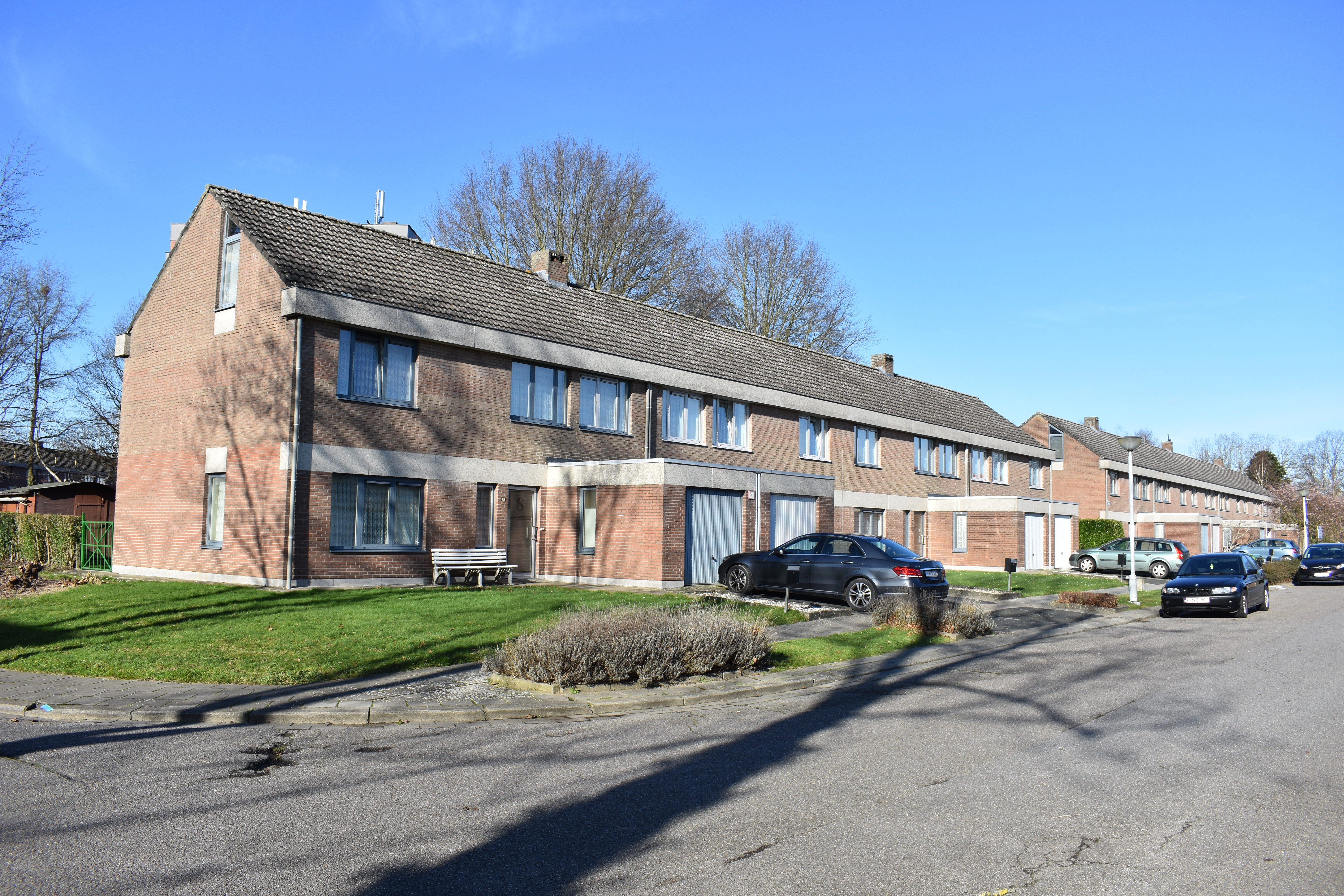
Sociale woningen in Lier (1981).

De sociale huisvesting in Lier gaat terug tot de vroege geschiedenis van de stad Lier (België), en kadert sedert het einde van de 19e eeuw in het overheidsbeleid voor sociale huisvesting, aanvankelijk door onder meer de Nationale Maatschappij voor Goedkope Woningen en Woonvertrekken, en sedert de staatshervorming van 1984 in het Vlaams gewest door de sociale huisvestingsmaatschappijen. Het beleid wil betaalbare woongelegenheid bieden, hetzij via verhuring of door verwerving van eigendom. 

## Voorgeschiedenis
Reeds in de Middeleeuwen bestonden in Lier aanzetten tot sociale en collectieve huisvesting, onder meer in het Begijnhof en in de Godshuizen. 

## 19e eeuw (1800-1921)
Tijdens de industrialisatie bouwde de textielfabriek De Heyder en Co enkele arbeiderswoningen nabij de Kluizekerk, en later in de 19e eeuw ontstonden verschillende beluiken, zoals het Steegbeluik en de Van Brandtpoort, of arbeiderswijken zoals het Looks.
De Godshuizen uit de Middeleeuwen werden na de Franse Revolutie geseculariseerd, en na de Belgische onafhankelijkheid aan de gemeente overgedragen, wat hun financiële situatie merkelijk verbeterde. In het laatste kwart van de 19e eeuw kende Lier onder meer het St-Beatrixgodshuis, St-Joachim en Annagodshuis, St-Jacobsgodshuis, Heilig Geesthuis, en het Meisjesweezenhuis.
Tijdens de Eerste Wereldoorlog werden in Lier meer dan 1.400 woningen vernield of onherstelbaar beschadigd. De Stad Lier bouwde tussen 1919 en 1924, met de steun van het Koning Albertfonds, 417 houten noodwoningen, bedoeld voor tijdelijk verblijf, maar waarvan de laatste pas in 1965 wordt gesloopt.

## Huisvestingsmaatschappijen

### Liersche Maatschappij voor Goedkoope Woningen (1921-1957)
In 1921 werd de  Liersche Maatschappij voor Goedkoope Woningen opgericht, met zetel in het Stadhuis van Lier. Een van de eerste projecten was de tuinwijk Zuid-Australië, gebouwd met financiële steun van het Australian Belgian Relief Fund.

### Lierse Kredietmaatschappij voor Volkswoningen (1933-2020)
Deze kredietmaatschappij werd in 1933 opgericht, met als aandeelhouders het Aartsbisdom Mechelen en enkele Lierse notarissen, waartoe later de Stad Lier en het OCMW toetraden. De maatschappij verstrekte goedkope leningen waarmee Lierenaars met een bescheiden inkomen toch een woning konden verwerven. Na een reeks fusies en reorganisaties hield de maatschappij in 2020 op te bestaan.

### Lierse Maatschappij voor de Huisvesting (1957-2022)

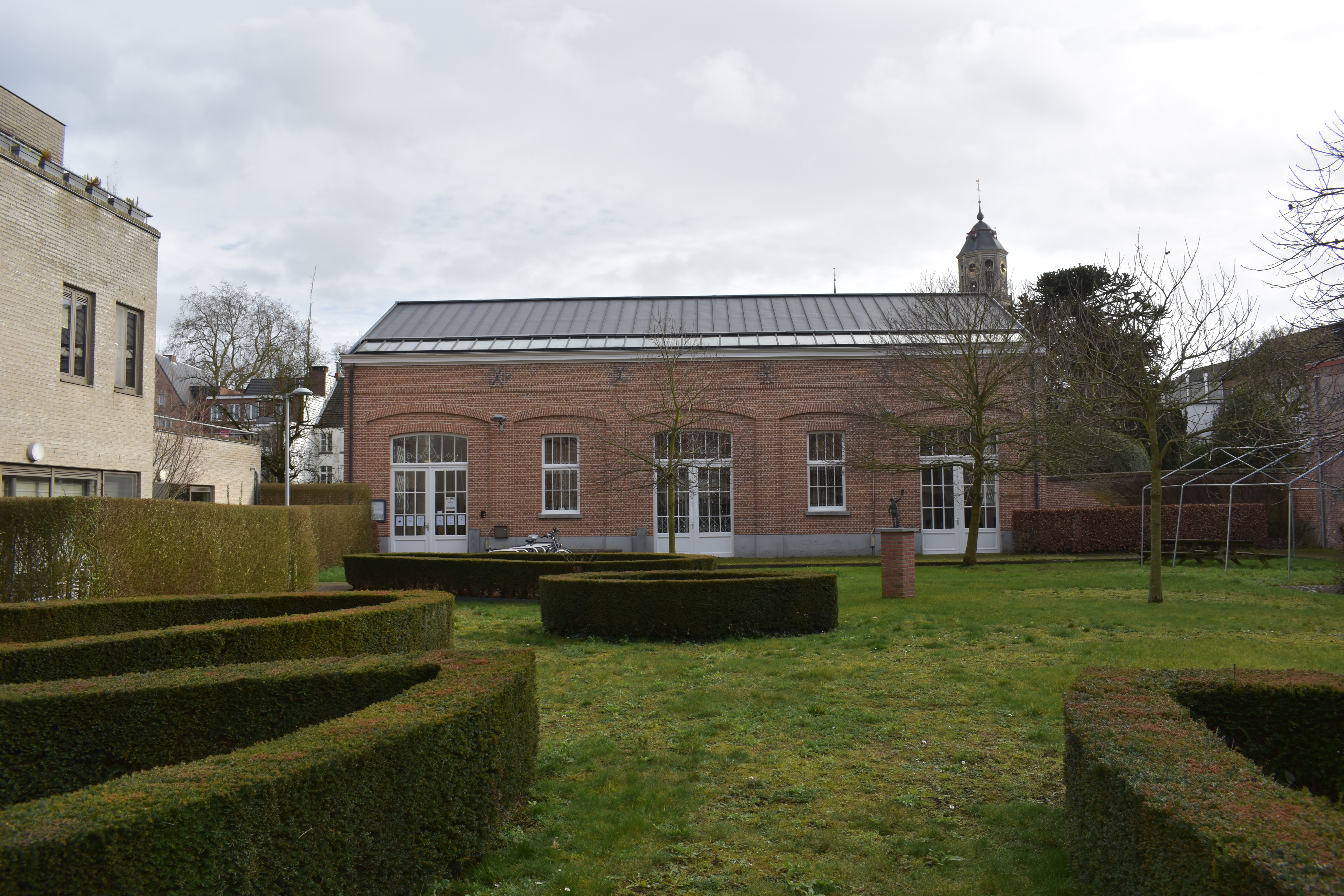
Kantoor van de LMH in voormalige turnzaal van de Stadsmeisjesschool.

In 1957 vervelt de Liersche Maatschappij voor Goedkoope Woningen tot  Lierse Maatschappij voor de Huisvesting (LMH). In 2003 verhuist de LMH naar nieuwe kantoren aan de Abtsherbergstraat. In 2012-2013 volgt een reorganisatie, op aandringen van de Vlaamse overheid, en wordt de samenwerking aangegaan met het OCMW van Ranst. In 2021 viert de LMH haar 100ste verjaardag met een tentoonstelling en een herdenkingsboek. In die periode bouwden de beide maatschappijen samen 1585 woningen, waarvan ruim 1100 nog worden verhuurd. In 2017 werd beslist de verkoopformule van sociale woningen te laten uitdoven tegen einde 2021.
Een aantal sociale woningen werden gerealiseerd in samenwerking met de privésector, via specifieke voorschriften in de ruimtelijke uitvoeringsplannen, gericht op een sociaal woonaanbod. De regeling, in het decreet grond – en pandenbeleid van 27 maart 2009, ook wel “sociale lasten” genoemd, werd weliswaar in 2013 door het Grondwettelijk Hof in zijn oorspronkelijke vorm vernietigd, maar bleef in grote lijnen overeind. Het leidde in het project “Boterton” in 2019 tot de oplevering van 14 sociale appartementen, op een totaal van 86.

### Fusie: Woonstroom (vanaf 2023)
Vanaf 1 januari 2023 werd gewerkt aan een bundeling van sociale huisvestingsmaatschappijen. Zo gingen de Lierse Maatschappij voor de Huisvesting en het Sociaal Verhuurkantoor De Woonkans samen met De Volkswoningen van Duffel op in één woonmaatschappij onder de naam Woonstroom, met als werkingsgebied: Bonheiden, Duffel, Lier en Sint-Katelijne-Waver. Inhoudelijk was Woonstroom eind oktober 2023 alleen bereikbaar via de organisaties in Lier en Duffel.  

## Openbaar Centrum voor Maatschappelijk Welzijn (OCMW)
Ook het Openbaar Centrum voor Maatschappelijk Welzijn (OCMW) is actief in de sociale huisvesting, met een aantal noodwoningen, bejaardenwoningen, en een woonzorgcentrum. Het OCMW is ook eigenaar van de meeste huizen in het Begijnhof.  

## De Woonkans
In 2004 werd het sociaal verhuurkantoor De Woonkans opgericht, in samenwerking met de Stad, de OCMW’s van omliggende gemeenten, en enkele verenigingen. De Woonkans verhuurde in 2020 ruim 200 woningen. In 2023 ging het kantoor op in Woonstroom. 

## Huisvestingsprojecten (1921-2021)
Hieronder een overzicht van de belangrijkste projecten 1921-2021:
| Project             | Aantal woningen | Maatschappij* | Bouwjaar | Jaar renovaties |
| ------------------- | --------------- | ------------- | -------- | --------------- |
| Begijnhof           |                 | OCMW          |          | 1999            |
| Belgrado            | 18              | LMH           | 2010     |                 |
| Bergsken            | 12              | LMH           | 2021     |                 |
| Blokstraat          | 34              | LMH           | 1987     | 2016            |
| Bogerse Velden 1    | 19              | LMGW          | 1927     | 1949            |
| Bogerse Velden 2-7  | 132             | LMGW          | 1937     | 2004            |
| Bogerse Velden 8    | 10              | LMGW          | 1949     | 2005            |
| Bogerse Velden 9    | 42              | LMGW          | 1951     | 2021            |
| Bogerse Velden 10   | 80              | LMH           | 1997     | 2021            |
| Bogerse Velden 11   | 43              | LMH           | 2008     |                 |
| Bogerse Velden 12   | 24              | LMH           | 2017     |                 |
| Boterton            | 68              | LMH           | 2020     |                 |
| Coypoort            | 25              | LMH           | 2004     |                 |
| Donk                | 130             | LMH           | 1966     | 2010            |
| Frans Boogaertslaan | 13              | LMH           | 2014     |                 |
| Gendarmerie         | 10              | LMH           | 2017     |                 |
| Handbogenhof        | 35              | LMH           | 2018     |                 |
| Herderin 1          | 101             | LMH           | 1961     | 2012            |
| Herderin 2 (erf)    | 44              | LMH           | 2007     |                 |
| Lammeke (‘t)        | 38              | LMH           | 1972     | koop            |
| Mechelbaan          | 20              | LMGW          | 1933     | 2003            |
| Nazarethrefuge      | 19              | LMH           | 2004     |                 |
| Oorlogswijk         | 64              | LMH           | 1970     | 2021            |
| Pallieter           | 87              | LMGW          | 1924     | 2007            |
| Schilderswijk       | 227             | LMH           | 1981     | 2021            |
| Van Cauwenbergh     | 19              | LMH           | 2015     |                 |
| Zilvervesten        | 58              | LMH           | 2014     |                 |
| Zuid-Australië      | 73              | LMGW          | 1921     | 2015            |

(*) LMGW: Liersche Maatschappij voor Goedkoope Woningen
LMH: Lierse Maatschappij voor de Huisvesting
OCMW: Openbaar Centrum voor Maatschappelijk Welzijn

### Galerij (1921-2021)

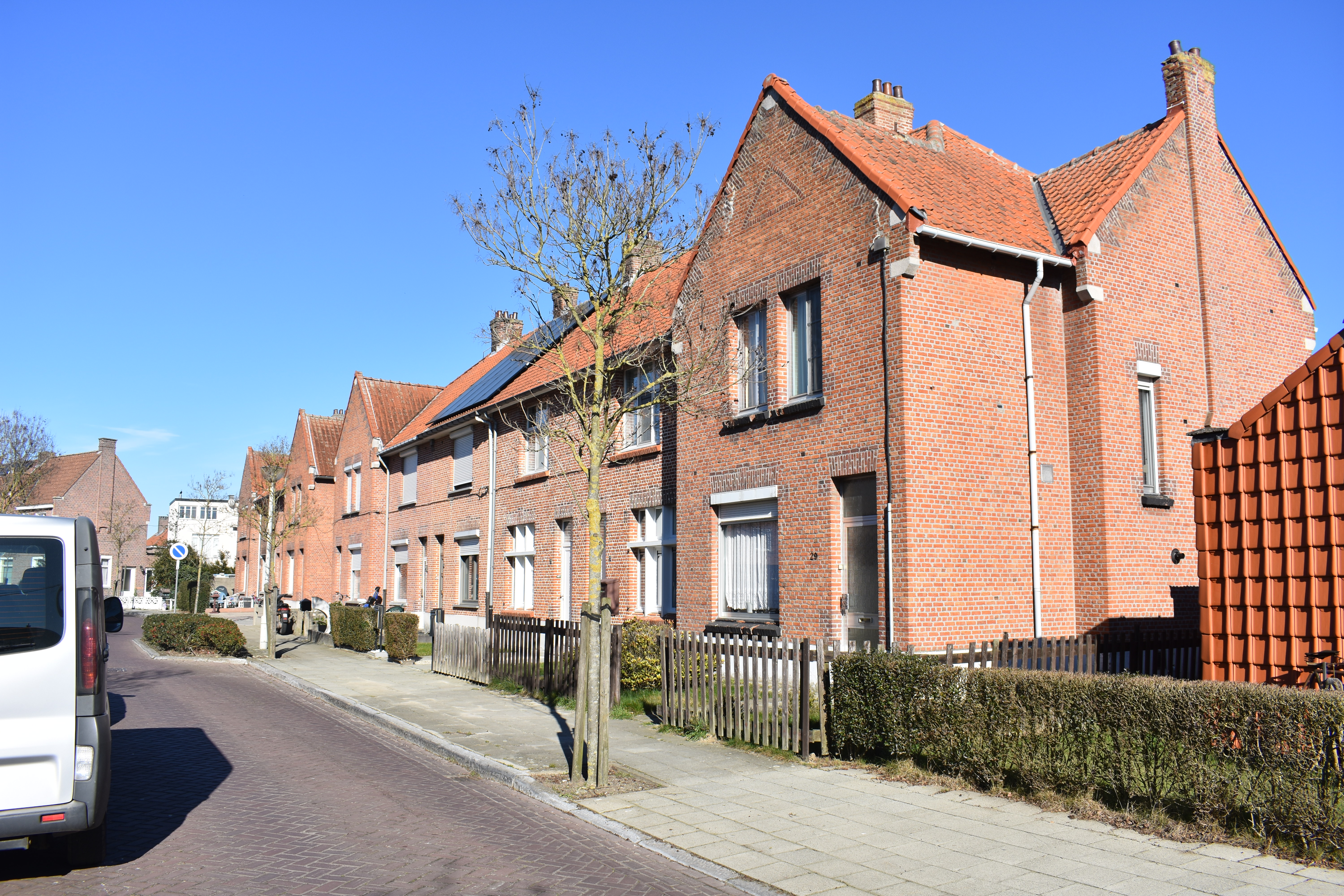
Tuinwijk Pallieter (1922)
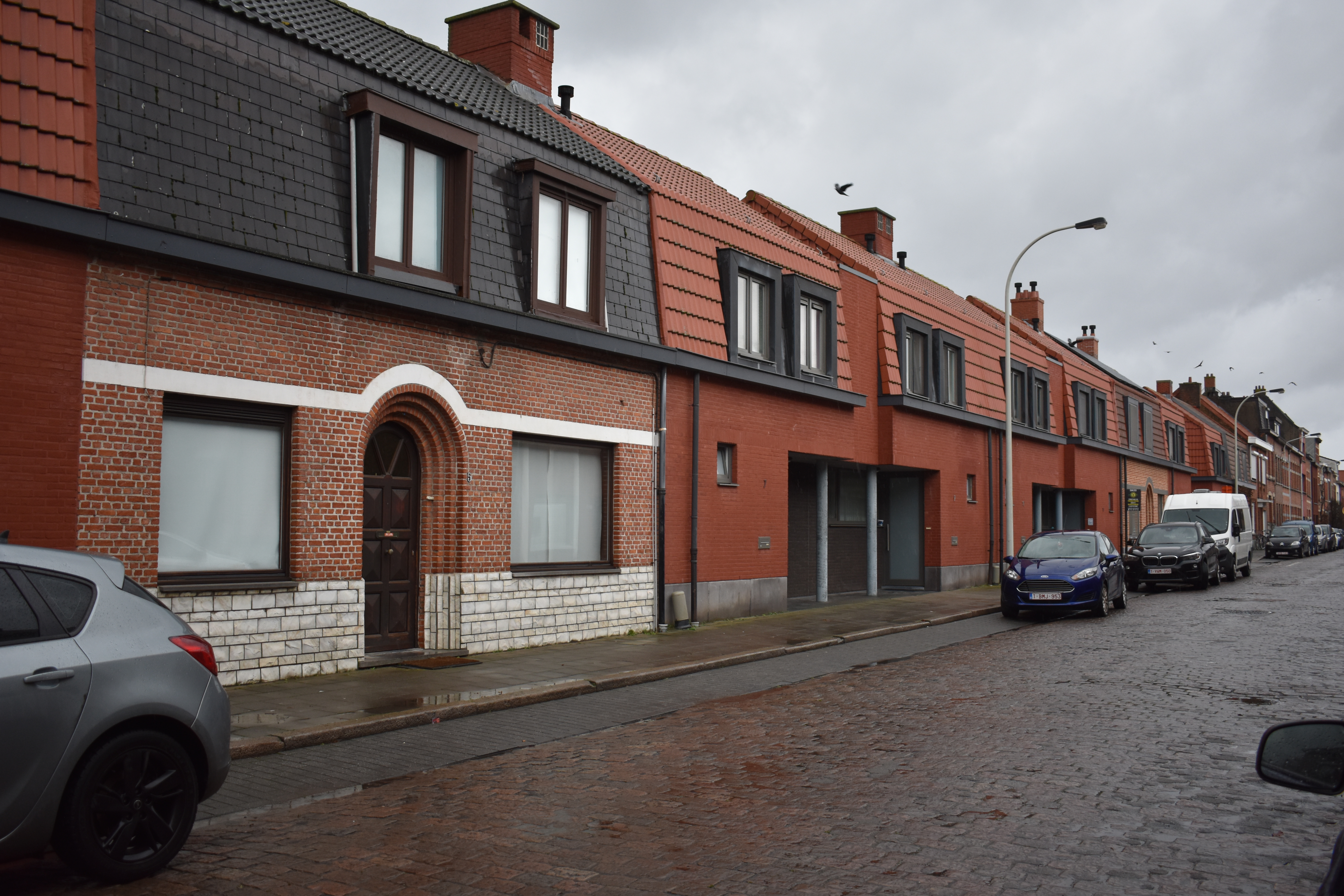
Woningen uit de jaren 1930
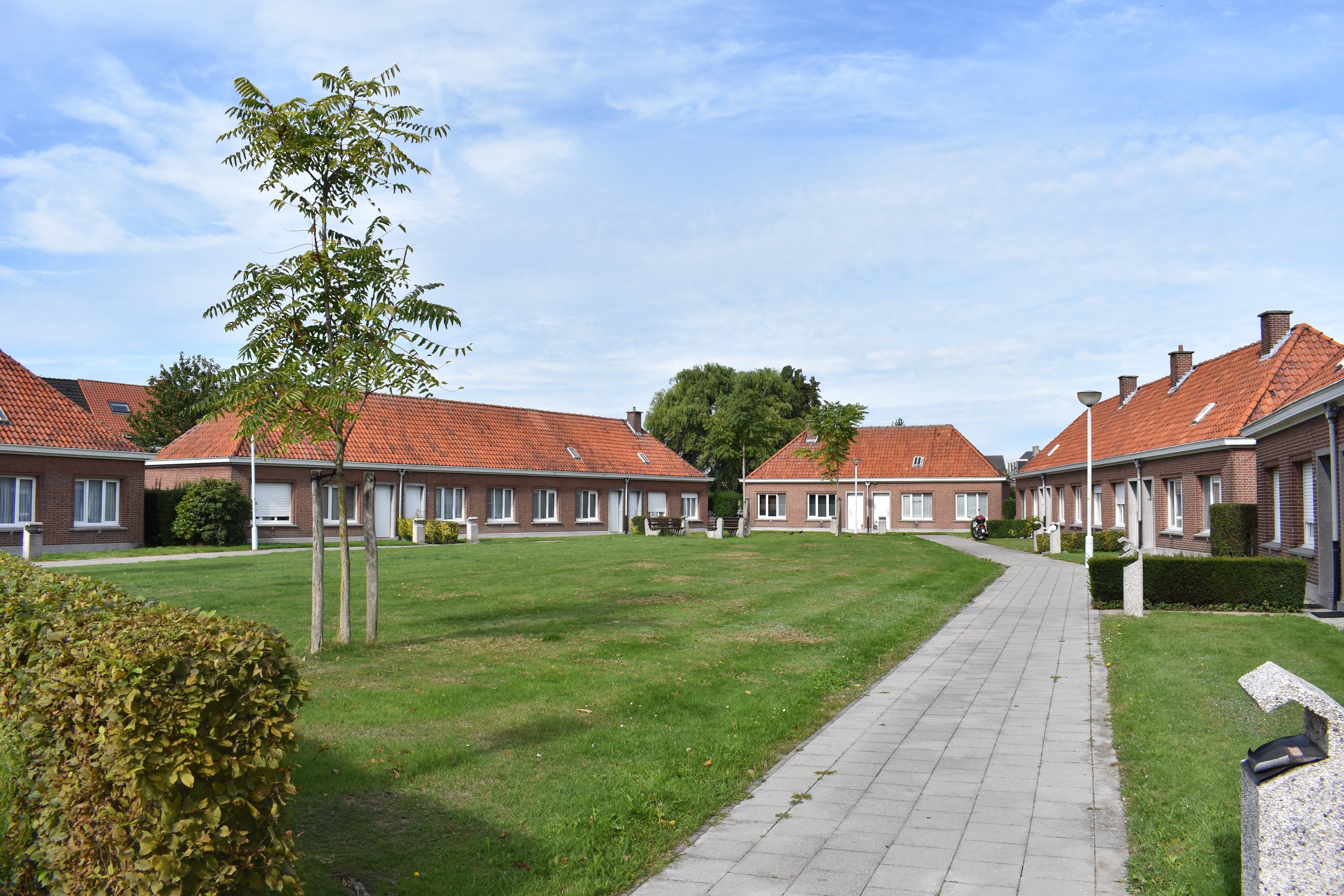
Bejaardenwoningen (1951)
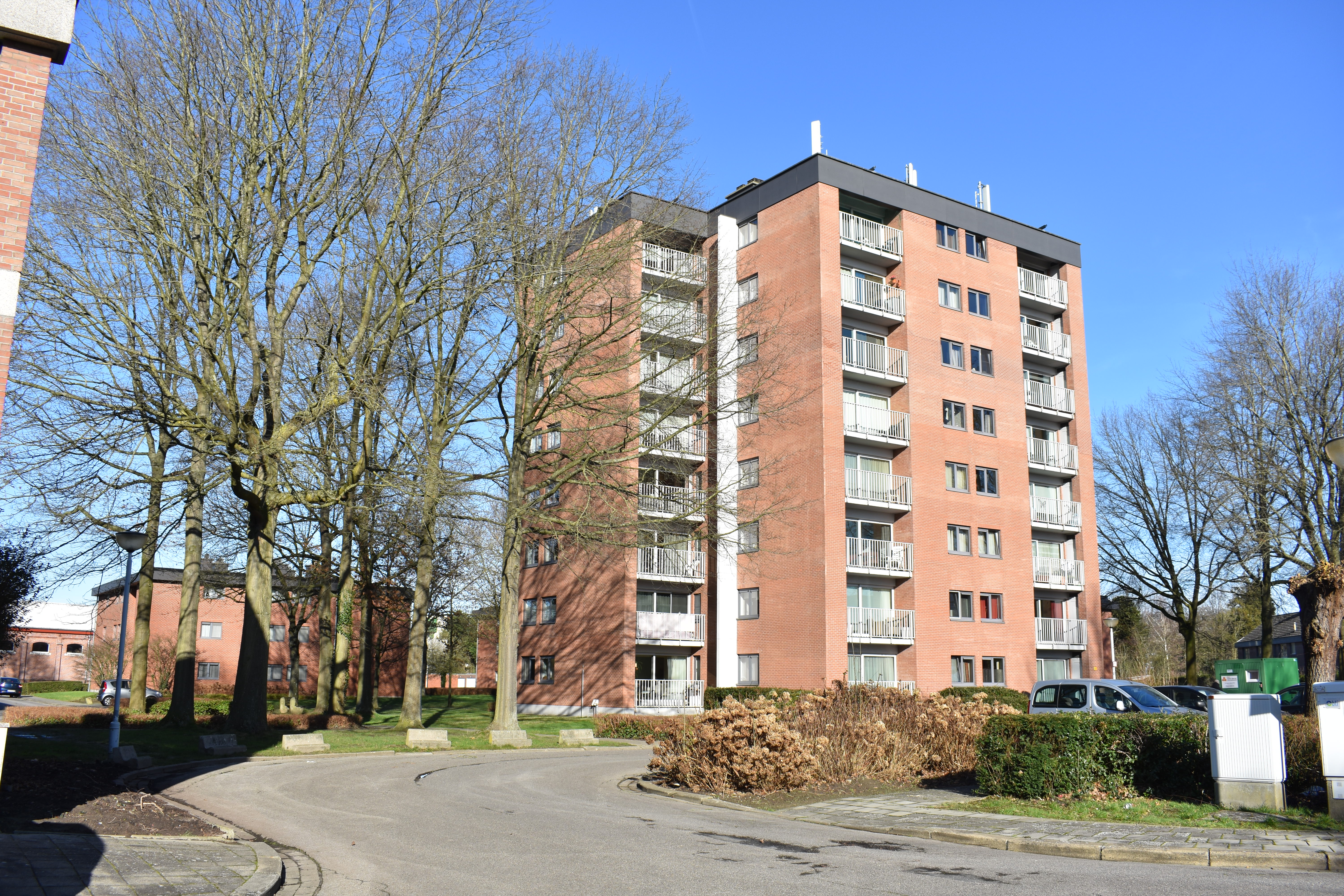
Schilderswijk (1981)
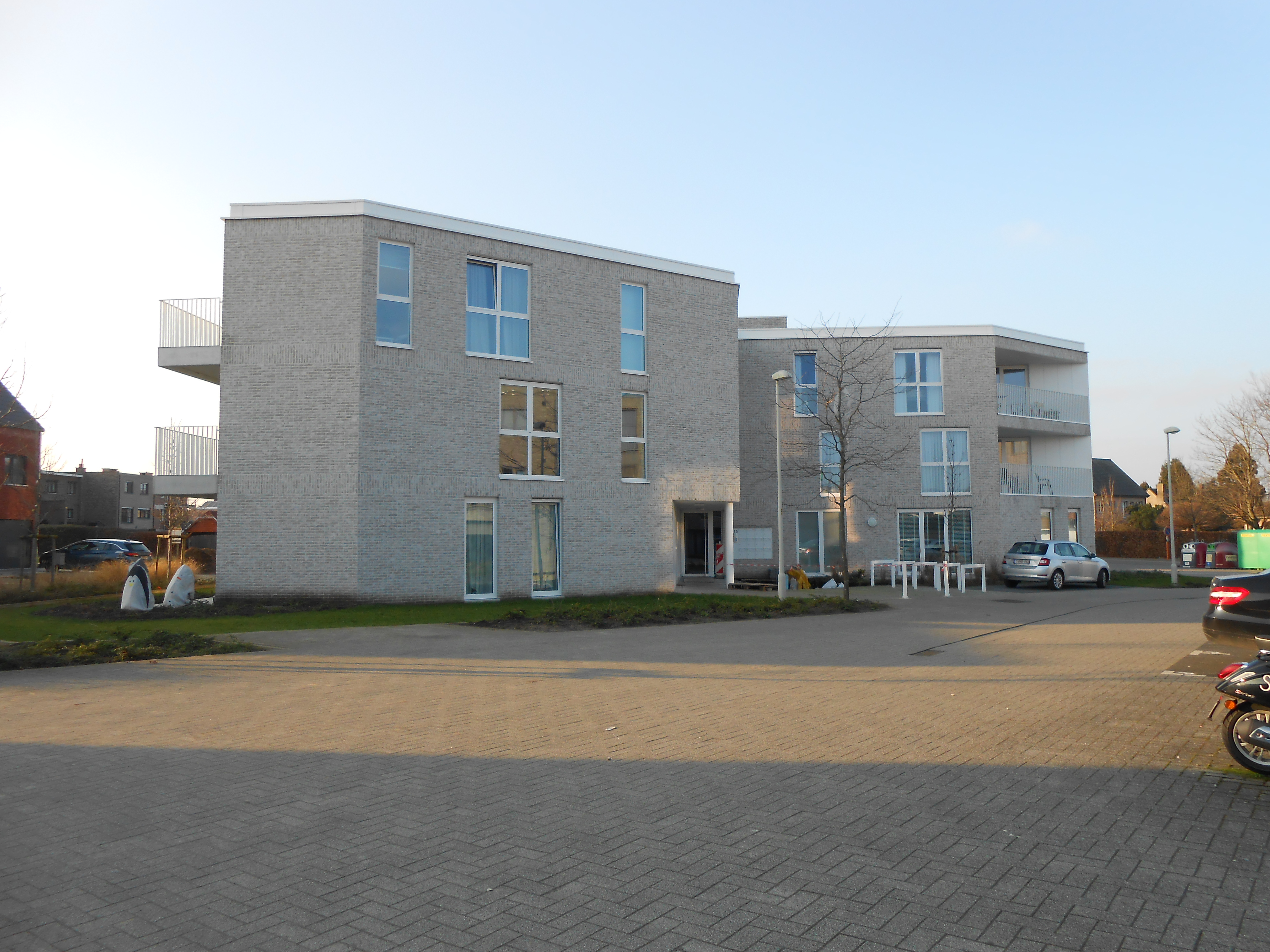
Appartementen in 2021

## Architectuur en Stedebouw
Aanvankelijk, en nog lange tijd nadien, werden woningen ingepland volgens het concept van de tuinwijken. Voor de ontwerpen werd een beroep gedaan op soms gerenommeerde architecten zoals Cornelius Sol, Flor Van Reeth, of Jef Huygh. Sommige woningen uit de jaren 1920-1930 zijn dan ook opgenomen in de inventaris van het onroerend erfgoed, zoals de Tuinwijk Pallieter.